# 卡緬納古拉縣

50°49′N 16°03′E / 50.817°N 16.050°E
卡緬納古拉縣（波蘭語：powiat kamiennogórski）是波蘭的縣份，位於該國西南部，由下西里西亞省負責管轄，首府設於卡緬納古拉，面積396平方（153平方英里），2006年人口46,470，人口密度每平方公里120人。